# Martín Cauteruccio
Martín Cauteruccio, vollständiger Name Martín Cauteruccio Rodríguez (* 14. April 1987 in Montevideo) ist ein uruguayischer Fußballspieler.

## Verein
Der 1,79 Meter große Offensivakteur Cauteruccio, der bereits in der Jugend für Nacional Montevideo spielte und dort im Jahr 2005 beim Punta Cup gleichauf mit seinem Teamkollegen Luis Suárez Torschützenkönig wurde, stand mindestens seit der Clausura 2007 im Erstligakader von Nacional Montevideo. In jener Halbserie wurde er zweimal in der Liga aufgestellt. In der Saison 2007/08 spielte er auf Leihbasis für Central Español. Fünf Tore in 14 Spielen lautete seine dortige Bilanz. 
Für die Apertura 2008 bis zur Apertura 2009 kehrte er zu Nacional zurück und wurde mit den Bolsos in der Saison 2008/09 Uruguayischer Meister. Allerdings kam er dort lediglich siebenmal in der Liga zum Zug (kein Tor). In der Liguilla Pre Libertadores 2009 bestritt er ebenfalls drei Partien (kein Tor) für Nacional. In der laufenden Spielzeit 2009/10 entschloss er sich zu einem Vereinswechsel und stand fortan im Rahmen einer Ausleihe in Reihen Racings. Mit zwölf Toren in 24 Spielen zeigte er sich dort sehr treffsicher. Siebenmal lief er zudem in der Copa Libertadores auf und steuerte auch auf internationaler Ebene zwei Treffer bei. Drei Einsätze (kein Tor) in der Liguilla Pre Libertadores werden für ihn dort ebenfalls geführt. 
In der Apertura 2010 bestritt er dann abermals bei Nacional spielend 13 Begegnungen in der Primera División und schoss drei Tore. Es folgte ab der Clausura 2011 eine Station bei Quilmes. Bei den Argentiniern kam er in der Folgezeit je nach Quellenlage zu 90 oder 91 Ligaeinsätzen, in denen er 32 Treffer erzielte. 2013 endete sein dortiges Engagement und er wechselte zu San Lorenzo de Almagro. Bei dem Verein aus Buenos Aires absolvierte er 2013/14 acht Partien in der Primera División. Dabei traf er fünfmal in das gegnerische Tor. Zudem bestritt er zwei Spiele (kein Tor) der Copa Sudamericana 2013. Seine Saison wurde jedoch von einem in der Partie am 8. September 2013 gegen Rosario Central erlittenen Kreuzbandriss im rechten Knie überschattet. Mit den Argentiniern gewann er im August 2014 zudem die Copa Libertadores 2014. Hierzu trug er mit zwei Einsätzen, davon einer in der zweiten Finalpartie, bei. Auch bei zwei Begegnungen (kein Tor) der anschließenden FIFA-Klub-Weltmeisterschaft 2014 wirkte er mit.
In der Primera División lief er saisonübergreifend insgesamt in 78 Partien auf und schoss 29 Tore. Zudem bestritt er zehn Begegnungen (acht Tore) der Copa Argentina, zwei Spiele (kein Tor) der Recopa Sudamericana 2015, fünf Partien (ein Tor) der Copa Libertadores 2015, fünf Begegnungen (ein Tor) der Copa Libertadores 2016 und sieben Spiele (drei Tore) in der Copa Sudamericana 2016. Nachdem er Anfang Januar 2016  seinen im Juni 2016 auslaufenden Vertrag bei dem argentinischen Klub zunächst bis ins Jahr 2019 verlängert hatte, wechselte er Anfang Januar 2017 zu CD Cruz Azul nach Mexiko. Bei den Mexikanern blieb er bis 2019 und schloss sich anschließend Estudiantes de La Plata an, wo er mit Javier Mascherano zusammen auflief. Im Juli 2021 wechselte Cauteruccio für zwei Jahre zum CA Aldosivi, löste seinen Vertrag aber Ende 2022 auf. 2023 spielte der Stürmer für den CA Independiente und wechselte in der Folgesaison zum peruanischen Klub Sporting Cristal, wo er seinen Vertrag bereits im September verlängerte.

## Erfolge
- Uruguayischer Meister: 2008/09
- Copa Libertadores: 2014